# Dragon Ball: Shen-Long no Nazo
Dragon Ball: Shen-Long no Nazo (ドラゴンボール 神龍の謎 Doragon Bōru: Shenron no Nazo) – gra przygodowa opracowana przez TOSE, wydana w 1986 roku na platformę Nintendo Entertainment System. Fabularnie obejmuje dwa pierwsze tomy mangi. Japońska i europejska wersja zawierają oryginalną grafikę i muzykę, zaś amerykańska wersja została przerobiona i nazwana Dragon Power. 